# Tournefortia longiloba
Tournefortia longiloba är en strävbladig växtart som beskrevs av D. N. Gibson. Tournefortia longiloba ingår i släktet Tournefortia och familjen strävbladiga växter. Inga underarter finns listade i Catalogue of Life.